# К-8 (подводная лодка)
К-8 — советская атомная подводная лодка (АПЛ) проекта 627А «Кит». Вступила в состав Северного флота 31 августа 1960 года. Погибла в Бискайском заливе 12 апреля 1970 года.

## История строительства
Заложена в цехе судостроительного завода № 402 в Молотовске как крейсерская подводная лодка 9 сентября 1957 года.
2 марта 1958 года зачислена в списки ВМФ СССР.
Спущена на воду 31 мая 1959 года.
С декабря 1960 по май 1962 года кораблём командовал будущий Герой Советского Союза капитан 2-го ранга Д. Н. Голубев.

## Радиационные аварии
13 октября 1960 года, через полтора месяца после принятия подводной лодки на вооружение, в Баренцевом море произошла авария: в одном из реакторов разорвалась труба контура охлаждения, произошла утечка теплоносителя. Экипаж был вынужден перейти на резервную систему охлаждения, чтобы предотвратить расплавление активной зоны реактора. Тем не менее произошёл выброс радиоактивного газа, в результате которого у троих членов экипажа были выявлены видимые признаки острой лучевой болезни, при ликвидации аварии 13 человек переоблучились.
В дальнейшем, до капитального ремонта, связанного с заменой парогенератора на заводе «Звёздочка» в августе 1966 года — июле 1968 года, подобные разрывы имели место ещё дважды:
- 1 июня 1961 года[2], во время отработки задач боевой подготовки. Один человек комиссован с острой формой лучевой болезни. Часть личного состава получила различные дозы облучения.
- 8 октября 1961 года, во время отработки атаки группы кораблей на первенство ВМФ, вновь открылась течь из парогенератора.

Подобные аварии были связаны с большой протяжённостью и неудачным материалом трубопроводов контуров реактора и часто происходили на атомных подводных лодках первого поколения.

## Гибель
Находившаяся на боевом дежурстве в Средиземном море подводная лодка была направлена в район Северной Атлантики для участия в крупнейших за всю историю советского ВМФ учениях «Океан-70», в которых участвовали силы всех флотов СССР. Её задачей было обозначение подводных сил «противника», прорывающихся к берегам Советского Союза. Начало учений планировалось на 14 апреля, окончание — к 100-летию со дня рождения В. И. Ленина — 22 апреля 1970 года.
Вечером 8 апреля 1970 года, когда подлодка находилась севернее Азорских островов, при всплытии «К-8» с глубины 160 метров под перископ для сеанса радиосвязи возник пожар в рубке гидроакустиков, расположенной в центральном посту (ЦП) АПЛ. В течение минуты по сигналу аварийной тревоги в ЦП прибыло всё командование лодки, командир начал руководство борьбой за живучесть корабля. Одновременно поступил доклад о пожаре в 7-м отсеке, где горела регенерация. Ещё через пять минут лодка всплыла в надводное положение. Далее пожар стал распространяться по воздуховодам.
Видя, что пламя вот-вот ворвётся в пост главной энергетической установки (ГЭУ) АПЛ, офицеры там наглухо задраили переборки, понимая, что выхода наружу уже не будет. Весь состав первой смены ГЭУ (инженер-капитан 3-го ранга В. Г. Хаславский, инженер-капитан-лейтенант А. С. Чудинов, инженер-капитан-лейтенант А. В. Поликарпов и старшие инженер-лейтенанты Г. В. Шостаковский и Г. Н. Чугунов) погиб. Погибая, они успели заглушить ядерные реакторы — расчёт ГЭУ ценой своих жизней сделал главное — предотвратил возможность теплового взрыва.
Много людей скопилось в восьмом отсеке — 20 человек. Их выводили через верхний люк. Концентрация окиси углерода в отсеке была уже смертельной. Самостоятельно смогли выйти только 4 человека. И хотя товарищи пытались спасать вынесенных и подававших признаки жизни, бывших в восьмом отсеке, спасти не удалось никого. Всего в ходе пожара погибло 30 подводников.
Из девятого отсека удалось вывести 19 человек. Руководил эвакуацией командир отсека Г. А. Симаков.
После аварийного всплытия бо́льшая часть экипажа была эвакуирована на подошедший болгарский грузовой теплоход «Авиор» (позже переименован в «Хаджи Димитр»), с которого ушла радиограмма, сперва в Болгарское морское пароходство в Варне, а оттуда — в штаб ВМФ СССР (собственное радиооборудование подлодки было выведено из строя в результате пожара).
На борту осталась боевая смена из 22 человек во главе с командиром лодки капитаном второго ранга В. Б. Бессоновым, которая в условиях 8-балльного шторма продолжила борьбу за живучесть. Эвакуированные на «Авиор» члены экипажа были пересажены на подошедшие три советских судна (которые также пытались взять К-8 на буксир).
Однако корабль всё более оседал на корму и, потеряв продольную остойчивость, в течение короткого времени затонул, унеся с собой боевую смену в полном составе (несколько человек успели прыгнуть за борт (в их числе командир лодки), но спасти их не удалось).
Гибель К-8 и 52 членов экипажа стали первой потерей советского атомного флота.
АПЛ с четырьмя ядерными торпедами на борту затонула на глубине 4680 м в 490 км к северо-западу от Испании.

## Расследование
На подошедшей к месту трагедии плавбазе «Волга» оставшиеся в живых члены экипажа были доставлены в Североморск, где уже работала Правительственная комиссия по расследованию причин катастрофы. На однотипной АПЛ «К-181» спасённые члены экипажа для восстановления ситуации полностью проиграли весь ход событий на «К-8», что существенно помогло понять ход развития аварии.
Причины возгорания в 3 и 7 отсеках остались неизвестны.
Вывод членов комиссии был единодушным — командир действовал грамотно, правильно, решительно.

## Память
Указом Президиума Верховного Совета СССР от 26 июня 1970 года за мужество и отвагу, проявленные при выполнении воинского долга, капитану 2-го ранга Всеволоду Бессонову посмертно присвоено звание Героя Советского Союза.
Всю команду также представили к государственным наградам: офицеров и мичманов, а также всех погибших, независимо от воинского звания, наградили орденом Красной Звезды, оставшихся в живых матросов — медалью Ушакова.

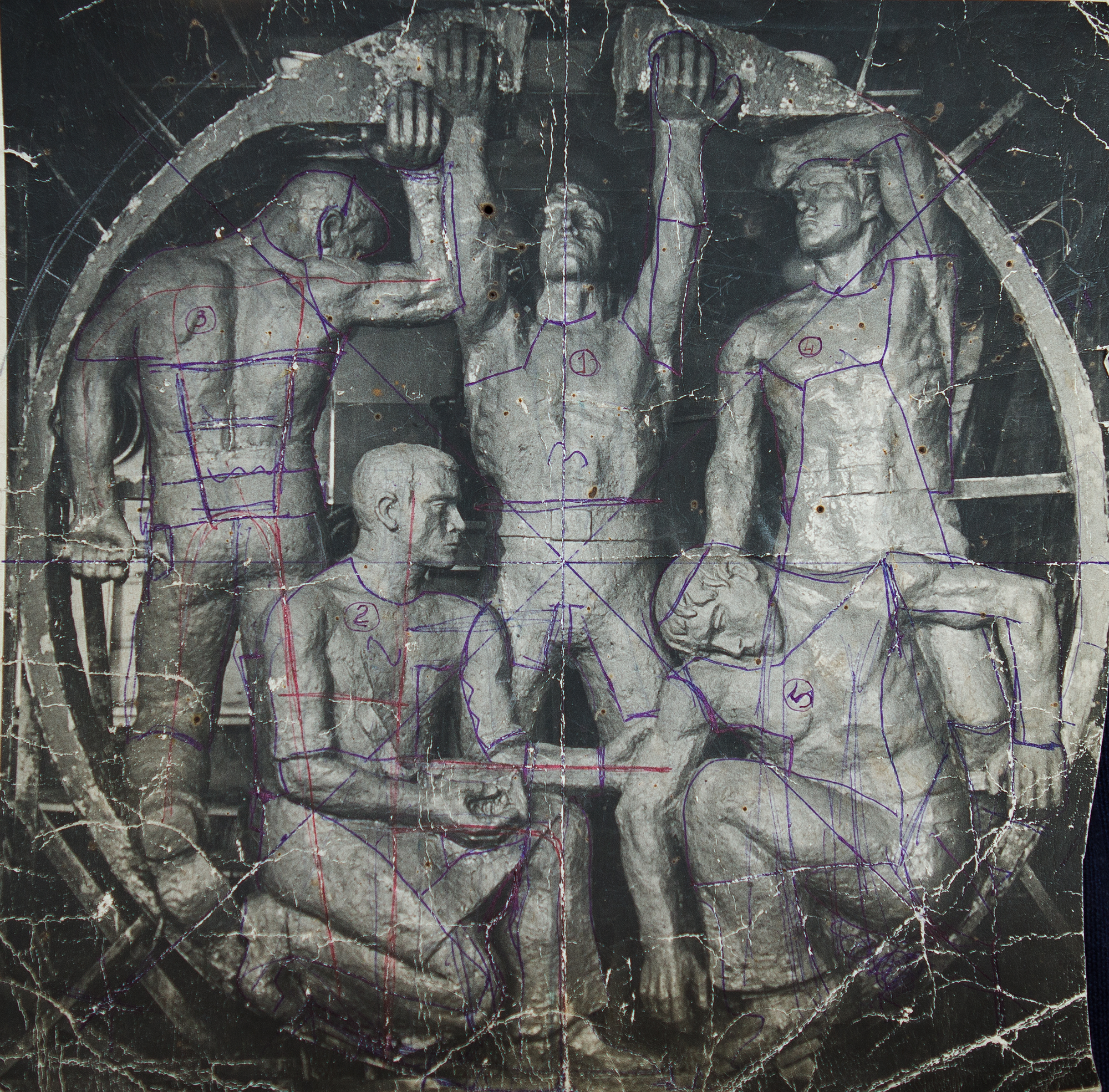
Памятник экипажу К-8

Именами командира «К-8» В. Б. Бессонова и корабельного врача А. М. Соловья, отдавшего свой дыхательный аппарат прооперированному им незадолго до пожара старшине Юрию Ильченко, названы улицы посёлка Гремиха. В Гремихе же, в 1974 году, памяти погибших моряков воздвигнут монумент работы скульпторов Малютина А. И. и Бесчастной О. Я. Монументальная композиция, вписанная в круг, символизирующий шпангоут корабля, в том числе запечатлевает момент подвига корабельного врача Соловья А. М.
Имя В. Б. Бессонова присвоено средней школе № 1 г. Льгова Курской области.

## Наличие ядерного оружия
До сих пор ведутся споры о наличии и количестве ядерных боеприпасов на борту лодки. В частности, существует версия Марио Скарамеллы о наличии на борту в момент катастрофы 24 боеголовок с расщепляющимися материалами, и что 10 января 1970 года лодка положила на дно Неаполитанского залива 20 ядерных торпед в качестве управляемых мин против 6-го флота США. По заявлениям Скарамеллы, в 2004 году бывшие советские официальные лица подтвердили эту теорию, однако анонимный военно-морской специалист в интервью газете Independent высказал сомнение в подобной теории.